# Bisdom Dundo
Het bisdom Dundo (Latijn: Dioecesis Dundensis) is een rooms-katholiek bisdom met als zetel Dundo, in Angola. Het bisdom is suffragaan aan het aartsbisdom Saurimo. 

## Geschiedenis
Het bisdom werd opgericht op 9 november 2001, uit delen van het bisdom Saurimo, en was suffragaan aan het aartsbisdom Luanda. Op 12 april 2011 veranderde het van kerkprovincie en werd suffragaan aan het nieuw verheven aartsbisdom Saurimo.  

## Parochies
Het bisdom had in 2021 een oppervlakte van 103.760 km2 en telde 928.168 inwoners waarvan 45,9% rooms-katholiek was.

## Bisschoppen
- Joaquim Ferreira Lopes (9 november 2001 - 6 juni 2007)
- José Manuel Imbamba (6 oktober 2008 - 12 april 2011)
- Estanislau Marques Chindekasse (22 december 2012 - heden)